# Obélisque d'Urbino
L'obélisque d'Urbino est un obélisque égyptien situé en Italie, sur la Piazza Rinascimento, en face du côté est du Palais ducal et en face de l'église de San Domenico.

## Histoire
L'obélisque, composé de cinq blocs superposés, en granit rouge d'Assouan, est de petite taille et remonte à l'époque du pharaon Apriès (XXVIe dynastie, 558 - 568 av. J.-C.). Il a été apporté à Rome vers 90, en provenance de la ville égyptienne de Saïs. Il fut abattu sous l'empereur Théodose Ier, à la suite de l'abolition des cultes païens. À Rome, on suppose qu'il a été placé dans le temple d'Isis au Campo Marzio, puisqu'il a été trouvé dans cette zone. Vers 1737 il fut retrouvé et remonté, selon la volonté du cardinal Annibale Albani, qui voulut alors en faire don à la ville d'Urbino, en célébration du pontificat de Clément XI et du renouvellement du tissu urbain voulu par la famille Albani.